# Ист Спарта (Охајо)
Ист Спарта (енгл. East Sparta) град је у америчкој савезној држави Охајо.

## Демографија
По попису из 2010. године број становника је 819, што је 13 (1,6%) становника више него 2000. године.
| Група             | 2000.       | 2010.       |
| Белци             | 795 (98,6%) | 809 (98,8%) |
| Афроамериканци    | 2 (0,2%)    | 2 (0,2%)    |
| Азијати           | 0 (0,0%)    | 0 (0,0%)    |
| Хиспаноамериканци | 0 (0,0%)    | 7 (0,9%)    |
| Укупно            | 806         | 819         |